# Ismaily SC
Ismaily SC (arabsky النادي الإسماعيلي الرياضي) je egyptský fotbalový klub hrající v egyptské Premier League. Klub byl založen v roce 1924 v Ismailii pod názvem Nahda Sporting Club. Své domácí zápasy hraje na stadionu Ismailia Stadium s kapacitou pro 18 525 diváků.
Ismaily ve své historii vyhrálo třikrát Egyptskou Premier League a dvakrát Egyptský pohár. Na mezinárodním poli se největšího úspěchu dočkali v roce 1969, kdy vyhráli Ligu mistrů CAF (tehdy pod názvem Africký pohár mistrů).

## Ocenění
- Egyptská Premier League: 3x

1967, 1991, 2002
- Egyptský pohár: 2x

1997, 2000
- Canal Zone League: 1x

- Liga mistrů CAF: 1x

1969

## Významní hráči
- Mohamed Barakat
- Essam El-Hadary
- Ahmed Fathy
- Ahmed Hassan
- Sayed Moawad
- Hosny Abd Rabo
- Mustafa Karim
- Dramane Traoré
- John Utaka